# Jhesa Mae Kaatz
Jhesa Mae Kaatz (* 20. April 1992 in Iloilo City) ist eine philippinische Fußballschiedsrichterin.

## Karriere
Kaatz ist seit 2018 auf der FIFA-Liste und leitet internationale Spiele. Sie ist damit die erste Frau, die es für ihren heimischen philippinischen Fußballverband auf die FIFA-Liste geschafft hat. Seit 2016 leitet sie auch Spiele in Deutschland. Im September 2021 pfiff Kaatz das Qualifikationsspiel zur AFC-Asienmeisterschaft der Frauen 2022 Palästina – Thailand. 2018 und 2022 wurde sie als Schiedsrichterin bei der  AFF Women's Championship eingesetzt und leitete dort zwei  (2018) bzw. vier Spiele (2022). 2023 pfiff sie in der 1. Qualifikationsrunde zur AFC-U17 Frauenmeisterschaft 2024 das Spiel Turkmenistan – Singapur (in Singapur) und zur AFC-U20 Frauenmeisterschaft das Spiel Mongolei – Libanon (in Jordanien).